# Eenheidsmatrix
In de lineaire algebra is een eenheidsmatrix of identiteitsmatrix een vierkante matrix, waarvan  de hoofddiagonaal uitsluitend uit enen bestaat en alle elementen die niet op de hoofddiagonaal liggen nul zijn. De eenheidsmatrix staat in de lineaire algebra gelijk aan de identieke afbeelding. Een eenheidsmatrix wordt genoteerd met het symbool {\displaystyle I}.

## Definitie
Een eenheidsmatrix, genoteerd als {\displaystyle I}, van identity, identiteit, is een {\displaystyle n\times n}-matrix waarvoor geldt:
{\displaystyle I_{ii}=1\ } en  {\displaystyle \ I_{ij}=0\ } voor {\displaystyle \ i\neq j}
Een andere notatie hiervoor is {\displaystyle I_{ij}=\delta _{ij}}, de zogenaamde kroneckerdelta.
Een eenheidsmatrix is dus een speciaal geval van een diagonaalmatrix, dus ook van een symmetrische matrix.

## Voorbeelden
Voorbeelden van eenheidsmatrices zijn achtereenvolgens de {\displaystyle 1\times 1}-, {\displaystyle 2\times 2}-, {\displaystyle 3\times 3}- en {\displaystyle n\times n}-eenheidsmatrix:
{\displaystyle I_{1}={\begin{bmatrix}1\end{bmatrix}},\ I_{2}={\begin{bmatrix}1&0\\0&1\end{bmatrix}},\ I_{3}={\begin{bmatrix}1&0&0\\0&1&0\\0&0&1\end{bmatrix}},\ \ldots ,\ I_{n}={\begin{bmatrix}1&0&\ldots &0\\0&1&\ldots &0\\\vdots &\vdots &\ddots &\vdots \\0&0&\ldots &1\end{bmatrix}}}

## Basiseigenschappen
Voor elke identiteitsmatrix {\displaystyle I} gelden de volgende elementaire eigenschappen:
- {\displaystyle AI=IA=A}
- {\displaystyle I^{2}=I}
- {\displaystyle I^{-1}=I}
- {\displaystyle I^{T}=I}
- {\displaystyle A^{-1}A=I}